# Adversor
Adversor ist eine italienische Thrash-Metal-Band aus Vicenza und Verona, die 2015 gegründet wurde.

## Geschichte
Nachdem sich im September 2015 seine vorherige Band H.o.S. aufgelöst hatte, entschied sich der Gitarrist und Sänger Marco „Dado“ Cardi mit seinem Bruder Jacopo (Schlagzeug) Adversor zu gründen. Nachdem Aurora Merci als weiterer Gitarrist zur Besetzung gekommen war, begannen sie mit dem Schreiben der ersten Lieder. Nach ein paar Monaten wurde Emanuele Alimonti als Bassist gefunden. Daraufhin folgten Konzerte in ganz Italien, unter anderem zusammen mit Chronosphere, Battalion und Bleeding Utopia. Im Oktober 2016 erschien über Punishment 18 Records das Debütalbum Rise to Survive.

## Stil
Laut Matt Coe von eternal-terror.com spielt die Band auf Rise to Survive Thrash Metal, der sich am deutschen Thrash Metal der 1980er Jahre, dem sogenannten „Teutonic Thrash Metal“ orientiere, und dem späten Thrash Metal der 1980er Jahre. Der Gesang wie auch die Riffs seien schnell und klängen rau, während der Bass einen etwas progressiven Charakter habe. Gesanglich verwende Marco Cardi gelegentlich Screams, die wie die von Mille Petrozza klängen. Der Bass rufe im Song Beware of Soothsayer Erinnerungen an Sadus und Flotsam and Jetsam wach, während die Gangshouts in Abhor War Crimes den Song stark nach Stormtroopers of Death klingen lassen würden. In Liedern wie Final Call oder Envenomed drossele die Band die Geschwindigkeit etwas. Als Referenzen könne man insgesamt Kreator, Sodom und Sadus heranziehen.

## Diskografie
- 2016: Beware of Soothsayer (Demo, Eigenveröffentlichung)
- 2016: Rise to Survive (Album, Punishment 18 Records)